# سيجا كييتا
سيجا كييتا (بالفرنسية: Sega Keita)‏ هو لاعب كرة قدم فرنسي وسنغالي في مركز الوسط، ولد في 3 مارس 1992 في أورسي ‏ في فرنسا. شارك مع منتخب فرنسا تحت 18 سنة لكرة القدم ومنتخب فرنسا تحت 19 سنة لكرة القدم. أما مع النوادي، فقد لعب مع نادي تروا ونادي روان.

## وصلات خارجية
- سيجا كييتا على موقع رابطة كرة القدم الفرنسية للمحترفين (الإنجليزية)
- سيجا كييتا على موقع قاعدة بيانات كرة القدم.إي يو (الإنجليزية)
- سيجا كييتا على موقع ليكيب (الفرنسية)
- سيجا كييتا على موقع Soccerway.com (الإنجليزية)
- سيجا كييتا على موقع عالم كرة القدم.نت (الإنجليزية)